# Villalbilla de Burgos
Villalbilla de Burgos – gmina w Hiszpanii, w prowincji Burgos, w Kastylii i León, o powierzchni 14,44 km². W 2011 roku gmina liczyła 1190 mieszkańców.